# 徳間書店インターメディア
徳間書店インターメディア株式会社（とくましょてんインターメディア、英文社名：Tokumashoten Intermedia Inc.、略称：TIM）は、かつて存在した日本の出版社およびゲームソフト開発会社である。1985年に徳間書店のゲームコンテンツ出版子会社として設立され、1997年6月1日に徳間書店へ吸収合併された。

## 概要
徳間書店は、任天堂のファミリーコンピュータ（FC）用ゲームソフトの攻略法をまとめた『ファミリーコンピュータ大図鑑』シリーズやパソコン雑誌『テクノポリス』を刊行していたが、1985年に日本初のFC専門誌となる『ファミリーコンピュータMagazine』を創刊するにあたり、編集部門を分社しTIMを立ち上げた。当時の主な競合誌は、『ファミ通』、『LOG-iN』（共にアスキー刊行）など。
また、雑誌発行で得られたノウハウと人脈を利用してゲームソフト事業にも進出。PC用ゲームソフトの「テクノポリスソフト」（後に「GAMEテクノポリス」）、家庭用ゲームソフトの「Tim」の2つのブランドで事業展開した。家庭用では、FC版『オフザーケン』『ラブクエスト』など、発売延期を繰り返した挙げ句、発売中止となるゲームが多いことで有名だった。なお、ゲームの制作は徳間書店本体（徳間書店事業本部デジタルコンテンツ開発局）でも行っていた。
1990年代前半には、『DOS-V fan』の約半年での休刊や『テクノポリス』の休刊などパソコン雑誌の不調があったものの、1994年末のプレイステーション、セガサターン発売にあわせて相次いで新雑誌を創刊。これが功を奏して徳間書店グループ内ではスタジオジブリと並んで上位の売り上げを誇った。この頃から雑誌の発行だけでなく発売も独立採算で手がけるようになり、流通を親会社に頼らない独立した出版社としての運営が始まる。
しかし、1996年に創刊した『ファミマガWeekly』の失敗により経営に行き詰まり、仙台事業所を閉鎖したほか多くの人材が流出した。徳間書店グループ全体の売り上げ低迷もあり、1997年6月1日にスタジオジブリ、徳間インターナショナルと共に徳間書店に吸収合併され、徳間書店の社内カンパニーであるインターメディア・カンパニーとなる。江東区新木場にオフィスを構え、「徳間書店/インターメディア・カンパニー」名義で雑誌やムックの刊行を続けたが、売上低迷から抜け出すことはできず、1999年12月に発行雑誌のほとんどが廃刊となり（『Nintendoスタジアム』のみ毎日コミュニケーションズに引き継がれる）、インターメディア・カンパニーも解散が決定した。
なお、『ファミリーコンピュータMagazine』初代編集長で、インターメディア・カンパニーのプレジデントも務めた山森尚らは、編集プロダクション「アンビット」を立ち上げ『Nintendoスタジアム』（2002年に『ニンテンドードリーム』と統合）の編集に携わっている。

## 発行雑誌一覧
- テクノポリス （1982年8月 - 1994年3月）
- ファミリーコンピュータMagazine →ファミマガ64 （1985年7月 - 1998年3月）
- MSX・FAN （1987年3月 - 1995年7月）
- PC Engine FAN （1988年12月 - 1996年10月）
- メガドライブFAN →SATURN FAN →ドリームキャストFAN （1989年8月 - 1999年12月）
- SUPER FAMICOM Magazine （1991年 - 1994年）
  - ゲームミュージックを収録したCDが付属したが、当時は雑誌付録にCDが付けられなかったため、ファミマガの増刊扱いでムック形式で刊行された。後に独立し、表題に関わらずスーパーファミコン以外の機種のゲームミュージックも収録するようになった。
- DOS-V fan （1993年5月 - 12月）
- ゲーセン天国 （1993年 - 1994年）
  - アーケード専門誌ラッシュに押されて登場したファミマガ増刊。
- 3DO MAGAZINE （1994年5月 - 1996年5月）
  - 唯一の3DO専門誌。隔月刊。
- Virtual IDOL（1994年10月 - 1997年）
- Play Station Magazine （1994年11月 - 1999年12月）
- ファミマガWeekly （1996年10月 - 1997年3月）
- Nadeshi-Co （1997年 - 1998年）
- Nintendoスタジアム （1998年7月 - 2000年1月、毎日コミュニケーションズ発行：2000年3月 - 2002年6月）
  - ファミマガ64の休刊後に誕生した任天堂系ハード専門誌。本誌だけが発行元を移して継続された。

### 漫画レーベル
- トクマインターメディアコミックス

## ゲーム作品一覧

### PC用ゲームソフト
※PC88：PC-8800シリーズ、X68：X68000、PC98：PC-9800シリーズ、FMT：FM TOWNS
テクノポリスソフト
- ななこSOS （1984年7月、PC88・FM-7）
- まじゃべんちゃー ねぎ麻雀 （1986年10月、PC88・X1他）
- ロットロット （1986年、MSX）
- お嬢様くらぶ （1987年4月、PC88）
- GAL WARS きゃぴ☆きゃぴ☆るん （1988年9月、PC88）
- ビリヤード きゃぴきゃぴるん （1988年11月、PC88）
- まじかるぼっくす （1989年、PC88）
- ときめきSECIL （1989年4月21日、PC88）
- おんなのこけーさつたい 〜ねぎ戦略〜 （1989年8月、PC88）
- まじゃべんちゃーII 全国おんせん麻雀 （1989年9月25日、PC88）
- GOLF きゃぴきゃぴるん （1989年11月25日、PC88）
- おとめ♥ぱーてぃ （1989年12月15日、PC88）
- SAYOKO （1989年12月15日、PC88）
- AYUMI （1989年12月15日、PC88）
- リウィード （1990年、X68）
- Ligarued 〜リガルード〜 （1990年1月25日、PC98）
- Shenan Dragon （1990年2月、PC88 / 1990年6月28日、MSX）

GAMEテクノポリス
- 破邪大星ダンガイオー （1990年4月、PC88）
- つくねちゃんの大冒険 （1991年、PC88・PC98）
- ドラゴンアイズ （1991年1月、PC88・PC98・X68）
- キミだけに愛を… （1991年8月、PC98・X68・MSX）
- 秘密の花園 （1992年1月31日、PC98・X68・MSX / 1992年5月1日、FMT）
- コンチネンタル （1992年3月、PC98・X68・MSX）
- スーパーコレクション1 （1992年5月、FMT）
- テセラ 〜キミは汚れた天使か聖なる魔女か〜 （1992年8月21日、PC98・X68）
- 初恋物語 （1992年12月15日、PC98）
- スーパーコレクション2 （1993年8月6日、FMT）
- 電脳天使 （1993年12月、PC98）
- ヴァージン・ドリーム （1994年4月8日、PC98）
- 新宿ラビリンス （1994年12月、FMT）

### 家庭用ゲームソフト
※FC：ファミリーコンピュータ、FDS：ファミリーコンピュータ ディスクシステム、GB：ゲームボーイ、SFC：スーパーファミコン、PCE：PCエンジン、FX：PC-FX、PS：プレイステーション、SS：セガサターン
- エグゼドエグゼス
- ロットロット （1985年12月21日、FC、品番：GTS-LL）
- ゴーストバスターズ （1986年9月22日、FC、品番：GTS-GB、同名映画のゲーム化）
- ラビリンス/魔王の迷宮 （1987年1月7日、FC、品番：GTS-LL）
- 夢幻戦士ヴァリス （1987年8月21日、FC、品番：GTS-VA、日本テレネットのPCゲームを移植）
- キャプテンシルバー （1988年12月16日、FC、品番：GTS-CK）
- ファミマガディスクシリーズ （FDS、『ファミリーコンピュータMagazine』の企画）
  - Vol.1 香港 （1990年3月23日、品番：GTS-HKD）
  - Vol.2 パニックスペース （1990年10月19日、品番：GTS-PSD）
  - Vol.3 オール1 （1991年2月22日、品番：GTS-ADL）
  - Vol.4 クロックス （1991年4月19日、品番：GTS-CKD）
  - Vol.5 ぷよぷよ （1991年10月25日、品番：GTS-PYO、コンパイルとのタイアップ）
  - Vol.6 じゃんけんディスク城 （1992年12月22日、品番：GTS-JKD）
- パワーサッカー （1990年3月30日、FC、品番：GTS-FT）
- 香港 （1990年8月11日、GB、パズル、品番：DMG-HGJ）
- まじゃべんちゃー 麻雀戦記 （1990年10月19日、FC、品番：GTS-VZ）
- ゴルビーのパイプライン大作戦 （1991年4月12日、FC、品番：GTS-4G）
- リトルマスター ライクバーンの伝説 （1991年4月19日、GB、品番：DMG-LAJ）
  - リトルマスター2 雷光の騎士 （1992年3月27日、GB、品番：DMG-L2J）
  - リトルマスター〜虹色の魔石〜 （1995年6月30日、SFC、品番：SHVC-ALMJ）
- 東尾修監修・プロ野球スタジアム'91 （1991年8月9日、GB、品番：DMG-PIJ）
  - 東尾修監修 プロ野球スタジアム'92 （1992年7月17日、GB、品番：DMG-EIJ）
  - 東尾修監修 スーパープロ野球スタジアム （1993年9月30日、SFC、品番：SHVC-PK）
- 銀河英雄伝説 （1992年9月25日、SFC、品番：SHVC-GE / 1996年11月29日、SS、品番：T-22301G / 1998年5月28日、PS、品番：SLPS-01358）
  - 銀河英雄伝説 PLUS （1997年10月23日、SS、品番：T-22303G）
  - ちびキャラゲーム 銀河英雄伝説 （1999年5月27日、PS、品番：SLPS-02025）
- ぷよぷよ （1993年7月23日、FC、品番：TIM-PY）
- ヤダモン ワンダランドドリーム （1993年11月26日、SFC、品番：SHVC-YA）
- 秘密の花園 （1993年12月10日、PCE、品番：TICD-3001）
- 初恋物語 （1994年4月28日、PCE、恋愛シミュレーション、品番：TICD-4002 / 1998年10月1日、SS、品番：T-33004G）
- 電脳天使 〜デジタルアンジュ〜 （1994年11月28日、PCE、品番：TICD-4003）
  - デジタルアンジュ －電脳天使SS（スパイラルストーリー）－ （1997年6月20日、SS、品番：T-33003G）
- 永遠のフィレーナ （1995年2月25日、SFC、品番：SHVC-AFLJ）
- ラブクエスト （1995年3月17日、SFC、品番：SHVC-ALQJ）
- 新スタートレック （1995年11月17日、SFC、品番：SHVC-XN）
- クロックワークス （1995年12月8日、SFC、パズル、品番：SHVC-AQWJ / 1996年7月26日、PS、品番：SLPS-00387 / 1996年8月9日、SS、品番：T-22302G）
- 魔導物語 はなまる大幼稚園児 （1996年1月12日、SFC、品番：SHVC-ADYJ）
- ヴァージン・ドリーム （1996年5月31日、PCE、育成シミュレーション、品番：TICD-6004）
- ファイアーウーマン纏組 （1996年12月20日、FX、品番：FXNHE634 / 1998年3月26日、PS、品番：SLPS-01315）
- 続 初恋物語 〜修学旅行〜 （1997年6月6日、FX、品番：FXNHE629 / 1998年3月26日、PS、品番：SLPS-01326 / 1998年12月3日、SS、品番：T-33005G）
- とんでもクライシス! （1999年6月24日、PS、品番：SLPS-02113）
- クリックまんが （PS）
  - オペラ座の怪人 （1999年9月30日、品番：SLPS-02130）
  - 銀河英雄伝説1 永遠の夜の中で （1999年9月30日、品番：SLPS-02128）
  - 銀河英雄伝説2 イゼルローン攻略 （1999年11月18日、品番：SLPS-02353）
  - ダイナミックロボット大戦1 出撃! 驚異のロボット軍団!! （1999年9月30日、品番：SLPS-02131）
  - ダイナミックロボット大戦2 恐怖! 悪魔族復活 （1999年12月16日、品番：SLPS-02407）
  - クリックのひ （1999年10月28日、品番：SLPS-02354）